# Epiduralrum

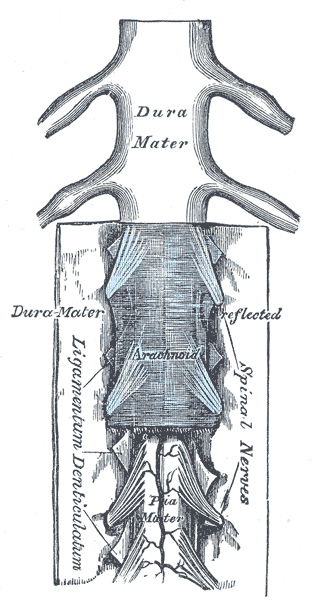
Ryggmärgen och dess bindvävshinnor.
Illustration: Gray's Anatomy, 1918. (PD)

Epiduralrum (latin: spatium extradurale, cavitas epiduralis) är ett utrymme i ryggraden (columna vertebralis) beläget utanför hårda ryggmärgshinnan (dura mater spinalis) och inuti ryggradskanalen (canalis vertebralis) som bildas av de omgivande ryggkotorna (vertebrae). Innanför dura mater finns den betydligt tunnare hinnan arachnoidea och innanför den finns subaraknoidalrummet (spatium subarachnoideum eller cavitas subarachnoidealis) som rymmer cerebrospinalvätskan (liquor cerebrospinalis) och ryggmärgen (medulla spinalis).

## Hos människan
Epiduralrummet innehåller lymfa, ryggmärgsnerver, fettrik bindväv, mindre artärer och ett flätverk av blodkärl med tunna väggar (plexus venosus vertebralis internus).
Epiduralrummet avgränsas uppåt av stora nackhålet (foramen magnum) där kraniet vilar mot ryggraden. Nedåt sträcker sig epiduralrummet till korsbenets (os sacrum) yttersta spets.
I skallen är den hårda hjärnhinnan (dura mater spinalis) fastvuxen med periostet (benhinnan) på kraniets insida och normalt finns därför inget epiduralrum i skallen. I sällsynt fall kan dock en trasig artär orsaka en blödning som separerar hjärnhinnan från benet, så kallad epiduralblödning.
Även mellan dura mater och arachnoidea (både i huvudet och i ryggmärgen) kan blödningar orsaka ett utrymme, subduralrum (spatium subdurale).
Det är nerver i den sakrala delen av epiduralrummet som förmedlar smärtsignaler från bland annat livmodern. Vid förlossning kan lokalbedövningsmedel injiceras i det sakrala epiduralrummet, så kallad epiduralbedövning, för att underlätta förlossningen.

## Hos andra däggdjur
Hos andra däggdjur liknar förhållandet mellan ryggradskanalen och dess innehåll det hos människan, men hos många arter med svans är epiduralrummet förlängt.
En unik egenskap hos det epidurala venplexat är att benen som den omgivande ryggradskanalen består av motverkar att externt tryck förmedlas till venerna som annars skulle kunna kollapsa. Hos många dykande djur, till exempel valar, sker därför blodflödet till hjärtat via epiduralrummet medan vener som hålvenen (vena cava) trycks ihop när valen befinner sig på stort djup.